# London Scottish Football Club
Pour les articles homonymes, voir London Scottish.
Actualités
Le London Scottish Football Club est un club de rugby anglais fondé en 1878 à la MacKay's Tavern de Londres. Il dépend à la fois des fédérations anglaise et écossaise. Le club repose sur le même principe que les London Irish et les London Welsh et représente les Écossais « exilés » à Londres.
Le club a évolué au plus haut niveau dans le Championnat d'Angleterre de rugby à XV au cours des saisons 1991-1992 et 1997-1998. À la fin de la saison 1997-1998, la section professionnelle du club fusionne avec les London Irish et la division amateur se retrouve tout en bas de l’échelle du rugby anglais, dans la London Division 1 (cinquième division anglaise). Il accède à la National Division 3 (quatrième division anglaise) à l'issue de la saison 2006-2007. Il partage le terrain de l’Athletic Ground avec le Richmond FC.

## Palmarès
- Coupe d'Angleterre :
  - Finaliste (1) : 1974.

- Championnat d'Angleterre de D2 : 
  - Champion (1) : 1992.

## Joueurs célèbres
Plus de 220 internationaux écossais sont passés dans ses rangs, un record pour un club écossais. Parmi eux : 
- David Bedell-Sivright
- Alastair Biggar
- Mike Biggar
- Norman Bruce
- Paul Burnell (52 sélections)
- Mike Campbell-Lamerton
- Damian Cronin
- Ronnie Eriksson
- Max Evans
- James Pringle Fisher
- Iain Fullarton
- Gavin Hastings
- Sandy Hinshelwood
- Simon Holmes (en)
- Iain Laughland
- Alan Lawson
- Derrick Lee (en)
- Kenny Logan
- Bill Maclagan (1er capitaine des Lions britanniques)
- David MacMyn
- Alastair McHarg
- Iain Morrison
- Jim Shackleton
- Ian Smith
- Arthur Smith
- Frans ten Bos
- Rob Wainwright
- Derek White